# 남수원중학교
남수원중학교(南水原中學校)는 대한민국 경기도 수원시 권선구 권선동에 있는 공립 중학교이다.

## 학교 연혁
- 1996년 1월 13일 : 남수원중학교 설립인가(36학급)
- 1996년 3월 1일 : 초대 오순자 교장 취임
- 1996년 3월 5일 : 제1회 입학식 6학급 (321명)
- 2024년 1월 5일 : 제26회 졸업장 수여식(10학급 306명) 누적 졸업생 11,490명
- 2024년 3월 1일 : 제11대 김형태 교장 취임
- 2024년 3월 4일 : 제29회 입학식(11학급 364명)

## 참고 자료
- 남수원중학교 - 한국교육학술정보원 학교알리미